# Крайново
Кра́йново (болг. Крайново) — село в Ямбольській області Болгарії. Входить до складу общини Болярово.

## Населення
За даними перепису населення 2011 року у селі проживали 45 осіб.
Національний склад населення села:
| Національність   | Кількість осіб | Відсоток |
| ---------------- | -------------- | -------- |
| болгари          | 32             | 71,1%    |
| цигани           | 13             | 28,9%    |
| турки            | 0              | 0%       |
| інша             | 0              | 0%       |
| не визначились   | 0              | 0%       |
| Всього відповіли | 45             |          |

Розподіл населення за віком у 2011 році:
Динаміка населення: